# J.L. Meulengracht
J.L. Meulengracht (født 18. august 1883, død 6. juli 1966) var en dansk arkitekt, filantrop og godsejer.

## Arkitekt
I sin ungdom tog han til Kina og tegnede havne og skoler. I 1930'erne og 1940'erne havde han tegnestue i Gothersgade 8 i København, men var især knyttet til Søborg og Mørkhøj, hvor han var medlem af Søborg Forskønnelsesforening.
Meulengracht var idealist og filantrop og virkede især for, at arbejderne skulle få mulighed for at få eget hus og have. For grosserer Albert Svendsen tegnede han Bedre Byggeskik-husene i Valby Vænge, som blev opført som arbejderboliger 1917-18 og omfatter 54 (opr. 55) dobbelthuse og 10 huse, der er opført som halve dobbelthuse (Castbergsvej, Esrichtsvej, Mansasvej, Panumsvej og Saxtorphsvej).
I Søborg tegnede han og en anden boligpolitisk engageret arkitekt ved navn Niels Gotenborg typehuse på Vandtårnsvej og Marienborg Allé, kaldet Indianerlandsbyen. De 73 ensartede rækkehuse blev bygget i vinteren 1924-25.
Indianerlandsbyen var kun delvist en succes, så i Mørkhøj ændrede han tilgang. I 1929 købte Meulengracht sammen med grosserer Henrik J. Hansen gården Lillegårdens jorder. Sammen med Hansen udstykkede han området til Lillegårdens Villaby (Lillegårds Allé, Onsbjerg Allé, Ilbjerg Allé og Stavnsbjerg Allé) med typehuse tegnet af Meulengracht og opført enten af håndværkere eller som selvbyggerhuse. Arkitektens tegnehjælp var ikke gratis, men den var meget billig, hvis man havde købt sin grund af Meulengracht, og hvis man ville nøjes med et af de tilbudte standardhuse. 
Allerede 1930 købte Meulengracht også gården Toftegårdens jorder og lejede dem i første omgang ud til kolonihaver. Meulengracht gav senere lejerne et tilbud, som 258 af dem endte med at takke ja til: De fik lov at købe deres kolonihavegrund mod at lade opføre et hus efter Meulengrachts anvisninger. Det blev til Toftegårdens Haveby (Juli-, August- og Septembervej samt et mindre stykke af Oktobervej), hvor der findes syv forskellige hustyper.

## Godsejer
1924 købte Meulengracht herregården Demstrup for 560.000 kr., men solgte den efter nogle år.
I 1942 blev Meulengracht atter godsejer, da han købte avlsgården til Gammel Estrup, som han ejede til 1946.
Gladsaxe Byarkiv har et foto af Meulengracht (Polfoto).